# Jane Bidstrup
Jane Bidstrup (født 21. august 1955), er en dansk curlingspiller som deltog i de Olympiske lege 1998 i Nagano.
Jane Bidstrup vandt en olympisk sølvmedalje under vinter-OL 1998 i Nagano. Hun var med på det danske hold, der sluttede på andenpladsen i curlingturneringen for damer efter Canada. De vandt semifinalen over Sverige med 7-5, men tabte finalen mod Canada med 5-7. De andre på holdet var Helena Blach Lavrsen, Dorthe Holm og Margit Pörtner og Trine Qvist.

## OL-medaljer
- 1998  Nagano -  Sølv i curling, damer  Danmark